# Diálogo intercongoleño
Diálogo intercongoleño fue un foro abierto de modo oficial el 15 de octubre de 2001 en Adís Abeba, Etiopía durante la segunda guerra del Congo y que reunió a 80 delegados que representaban al gobierno congoleño (Partido del Pueblo para la Reconstrucción y la Democracia, PPRD), a los rebeldes (Movimiento de Liberación del Congo, MLC), Reagrupamiento Congoleño para la Democracia, RCD, Reagrupamiento Congoleño para la Democracia, RCD-ML), a la oposición política y a la sociedad civil. Su objetivo era regular los aspectos políticos del Acuerdo de Lusaka, del que el Alto al Fuego no había sido respetado desde julio de 1999. Interrumpido en varias ocasiones, concluyó con la ratificación del "Acuerdo Global e Inclusivo de Pretoria" el 2 de abril de 2003 en Sun City (Sudáfrica).
- Datos: Q927819